# Ardisia tuberculata
Ardisia tuberculata är en viveväxtart som beskrevs av Nathaniel Wallich. Ardisia tuberculata ingår i släktet Ardisia och familjen viveväxter. Inga underarter finns listade i Catalogue of Life.